# سباستین سانسونی
سباستین سانسونی (انگلیسی: Sébastien Sansoni؛ زادهٔ ۳۰ ژانویهٔ ۱۹۷۸) بازیکن فوتبال اهل فرانسه است.
از باشگاه‌هایی که در آن بازی کرده‌است می‌توان به باشگاه فوتبال خیمکی، باشگاه فوتبال ویتس‌آرنهم، و باشگاه فوتبال مکابی پتخ تیکوا اشاره کرد.